# Afrikai karvaly
Az afrikai karvaly (Accipiter tachiro) a madarak (Aves) osztályának vágómadár-alakúak (Accipitriformes) rendjébe, ezen belül a vágómadárfélék (Accipitridae) családjába tartozó faj.

## Rendszerezése
A fajt George Newbold Lawrence francia zoológus írta le 1800-ban, a Falco nembe Falco tachiro néven. Egyes szervezetek az Aerospiza nembe sorolják Aerospiza tachiro néven is.

## Alfajai
- Accipiter tachiro canescens (Chapin, 1921) - a Kongói Demokratikus Köztársaság keleti része és nyugat-Uganda
- Accipiter tachiro unduliventer (Ruppell, 1836) - Eritrea és Etiópia északi és keleti része
- Accipiter tachiro croizati (Desfayes, 1974) - Etiópia délkeleti része
- Accipiter tachiro sparsimfasciatus (Reichenow, 1895) - Szomália és onnan délre Angola középső részéig, ez az alfaj él Zanzibár és Mafia szigeteken is
- Accipiter tachiro pembaensis (Benson & H. F. I. Elliott, 1975) - Pemba szigete
- Accipiter tachiro tachiro (Daudin, 1800) - Angola déli része, Mozambik és a Dél-afrikai Köztársaság [1]

## Előfordulása
Afrikában, Angola, Botswana, Burundi, a Dél-afrikai Köztársaság, Dél-Szudán, Etiópia, Kenya, a Kongói Demokratikus Köztársaság, Lesotho, Malawi, Mozambik, Namíbia, Ruanda, Szomália, Szváziföld, Tanzánia, Uganda, Zambia és Zimbabwe területén honos. 
Természetes élőhelyei a szubtrópusi és trópusi síkvidéki és hegyi esőerdők, mangroveerdők, folyók és patakok környékén, valamint ültetvények és vidéki kertek. Állandó, nem vonuló faj.

## Megjelenése
Testhossza 40 centiméter, testtömege 160-510 gramm.

## Természetvédelmi helyzete
Az elterjedési területe rendkívül nagy, egyedszáma ugyan csökken, de még nem éri el a kritikus szintet. A Természetvédelmi Világszövetség Vörös listáján veszélyeztetett fajként szerepel.